# Epiphora watulegei
Epiphora watulegei är en fjärilsart som beskrevs av Pierre Claude Rougeot 1974. Epiphora watulegei ingår i släktet Epiphora och familjen påfågelsspinnare. Inga underarter finns listade i Catalogue of Life.